# Palura albipunctata
Palura albipunctata là một loài bướm đêm trong họ Noctuidae.